# Allium bisceptrum
Allium bisceptrum är en amaryllisväxtart som beskrevs av Sereno Watson. Allium bisceptrum ingår i släktet lökar, och familjen amaryllisväxter. Inga underarter finns listade i Catalogue of Life.

## Bildgalleri

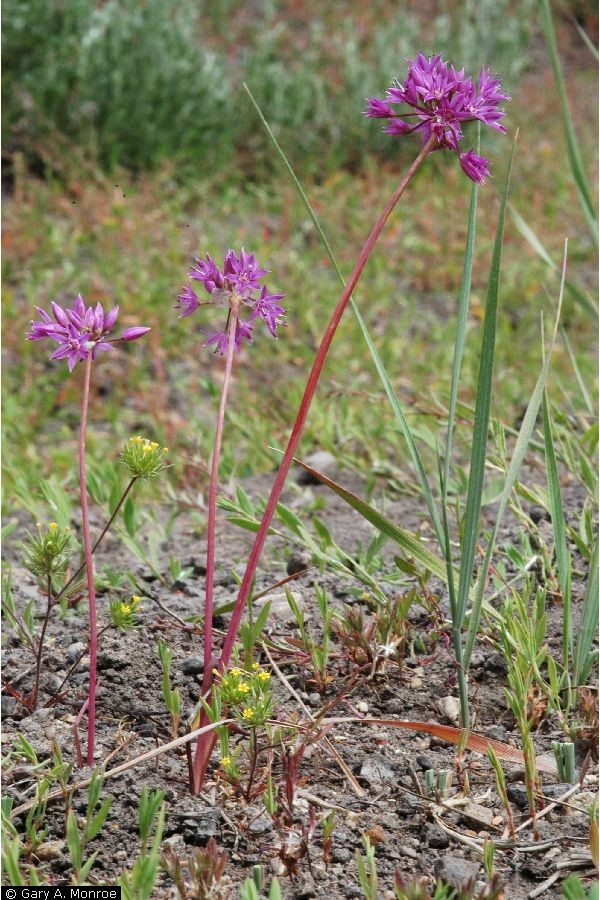